# Anania auricinctalis
Anania auricinctalis is een vlinder van de familie van de grasmotten (Crambidae). De wetenschappelijke naam van deze soort is voor het eerst voorgesteld als Pyrausta auricinctalis door George Francis Hampson in een publicatie uit 1918.
De soort komt voor in Kenia.